# Robbe De Hert
Robbe De Hert, né le 20 septembre 1942 à Farnborough (Hampshire, Angleterre) et mort le 24 août 2020, est un réalisateur belge.

## Biographie
Robbe De Hert a été le partenaire de vie de Ida Dequeecker durant de nombreuses années. Elle a joué un rôle majeur dans sa formation idéologique. Vers 1970, Robbe De Hert réalise quelques films de cinéma militant. Il collabore avec le cinéaste Jean-Marie Buchet.
Dans Camera sutra of de bleekgezichten en 1973, il dénonce l'hypocrisie de la bourgeoisie belge à travers un montage d'images d'actualité. Lui même et Ida Dequeecker y jouent leurs propres personnages.
Puis, il s'oriente vers un cinéma plus conforme aux attentes du public et devient un réalisateur populaire en Communauté flamande.

## Filmographie sélective

### Comme réalisateur
- 1971 : Mort d'un homme-sandwich (documentaire)
- 1973 : Camera Sutra
- 1977 : Autant en emporte l'argent (Gejaagd door de Winst)
- 1980 : De Witte van Sichem d’après Ernest Claes
- 1981 : Le Filet américain
- 1982 : Maria Danneels of Het leven dat we droomden
- 1984 : Zware Jongens
- 1986 : Henry Storck, témoin du réel
- 1988 : Trouble in Paradise avec Alexandra Vandernoot
- 1989 : Blueberry Hill avec Ronny Coutteure
- 1995 : Brylcream Boulevard
- 1997 : Elixir d'Anvers
- 1997 : Gaston's War avec Sylvia Kristel et Jean-Marie Buchet
- 2000 : Lijmen/Het been

### Comme acteur
- 1968 : Les Ennemis de Hugo Claus
- 1986 : Springen de Jean-Pierre De Decker
- 1986 : Les Gravos (Flodder) de Dick Maas

## Prix et récompenses
- 2006 : Mira d'or